# Chore
Chore – kanadyjski zespół rockowy, założony w styczniu 1995 roku w Dunnville. Zespół wpuścił na rynek trzy albumy wydane w wytwórni Unyon, na terenie miasta Hamilton, położonego w kanadyjskiej prowincji Ontario: Another Plebeian w 1997, Take My Mask and Breathe w 1999, oraz The Coastaline Fire w 2002.